# Arne Jensen
Arne Jensen, né le 25 février 1998 à Tauranga en Nouvelle-Zélande, est un archer tongien.

## Biographie
Arne est étudiant et vit à Nuku'alofa, la capitale des Tonga. Il commence le tir à l'arc en 2009 et commence sa carrière internationale en 2010. Son coach est Hans Jensen.
Il participe, entre le 1er et le 2 janvier 2012, à l'open des Championnats de Nouvelle-Zélande et des qualifications olympiques en Océanie, auxquels il se classe septième. À la suite de cela, il participa aux Championnats nationaux de plein air de tir à l'arc en Nouvelle-Zélande, en 2012. Il termine neuvième.
Il participe, entre le 18 et le 22 juin 2012, au tournoi de qualification pour la finale des Jeux olympiques de Londres de 2012. Il finira 57e et ne sera pas qualifié.
En 2016, du 8 au 16 avril, il termine quatrième du mondial de tir à l'arc d'Océanie qui se déroule aux Tonga. Ce mondial sert de tournoi continental de qualification pour les Jeux olympiques de Rio de Janeiro.
En 2018, en même temps que les Championnats continentaux d'Océanie en Nouvelle-Calédonie, il participe aux qualifications pour les Jeux olympiques de la Jeunesse de 2018, du 9 au 13 juillet.
En 2019, en plus des Championnats du monde à Bois-le-Duc, il participe à un évènement mondial pour classer les archers.

## Palmarès

### Championnats nationaux
- 2012 en  Nouvelle-Zélande[1]
  - 9e

### Coupe du monde
- 2012 à Ogden,  États-Unis[2]
  - 159e pour le tir à l'arc olympique hommes
- 2013 à Shanghai,  Chine[2]
  - 57e pour le tir à l'arc olympique hommes
- 2014 à Bangkok,  Thaïlande[2]
  - 109e pour le tir à l'arc olympique hommes
- 2016 à Antalya,  Turquie[1]
  - 210e

### Championnats du monde
- 2013 à Wuxi,  Chine[2]
  - 109e pour le tir à l'arc olympique hommes
- 2015 à Copenhague,  Danemark[2]
  - 185e pour le tir à l'arc olympique hommes
- 2019 à Bois-le-Duc,  Pays-Bas[2]
  - 196e pour le tir à l'arc olympique hommes

### Mondial d'Océanie
- 2016 aux  Tonga[1]
  -  Médaillé de bronze

### Jeux olympiques
- 2016 à Rio de Janeiro,  Brésil[2]
  - 33e pour le tir à l'arc olympique hommes[3], battu par Sjef Adrianus Jozef van den Berg[4].

### Championnats continentaux
- 2018 en  Nouvelle-Calédonie[1]
  -  Médaillé de bronze

### Jeux du Pacifique
- 2019 aux  Samoa[1]
  - 6e